# Charrata
Charrata (ar. خراطة, fr. Kherrata) – miasto w północnej Algierii, w prowincji Bidżaja.